# 瓦庫奈卡河
瓦庫奈卡河是俄羅斯的河流，屬於喬納河的右支流，由伊爾庫茨克州負責管轄，河道全長362公里，流域面積約10,100平方公里，河水主要來自融雪和雨水，流經中西伯利亞高原。